# Bill Holden (football)
Pour les articles homonymes, voir Bill Holden et Holden.
William « Bill » Holden (né le 1er avril 1928 à Bolton en Angleterre, et mort le 25 janvier 2011) est un footballeur anglais.